# Dasypyrum
Dasypyrum és un gènere de plantes de la família de les poàcies, ordre de les poals, subclasse de les commelínides, classe de les liliòpsides, divisió dels magnoliofitins.

## Taxonomia
- Dasypyrum breviaristatum (H. Lindb.) Fred.
- Dasypyrum hordeaceum (Coss. i Durieu) P. Candargy
- Dasypyrum sinaicum (Steud.) P. Candargy
- Dasypyrum villosum (L.) P. Candargy

## Sinònims
Haynaldia Schur, 
Pseudosecale (Godr.) Degen, 
Secalidium Schur, nom. inval.